# Hachimaki

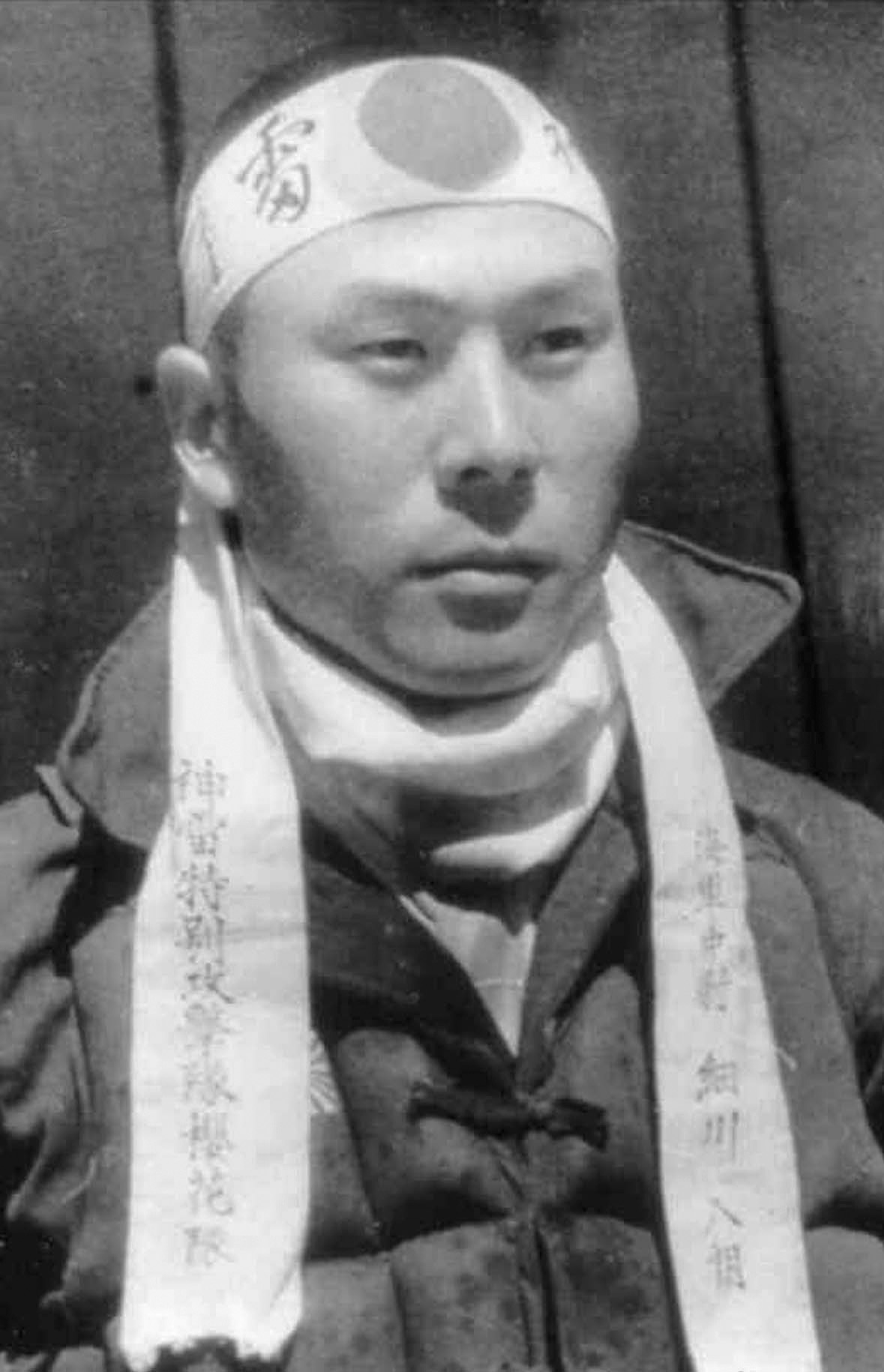
Um piloto kamikaze com uma hachimaki.

Uma hachimaki (鉢巻) é uma testeira (bandana) utilizada na cultura japonesa, sendo normalmente feita de tecido vermelho ou branco. O hachimaki é utilizado para representar a perseverança e/ou o esforço de quem o usa. O hachimaki é utilizado em muitas ocasiões, como por exemplo, pelas mulheres ao dar à luz, estudantes em cursos pré-vestibulares, trabalhadores de escritório e bōsōzoku (gangues de motocicleta).
Mesmo estando relacionado a alguns eventos de conotação negativa, o hachimaki é um símbolo de coragem, confiança, segurança e concentração de energia na conquista de um objetivo, que exige grande esforço e dedicação. Usado por estudantes nos períodos de provas para auxiliar a concentração, por atletas em competições esportivas, por profissionais para demonstrar confiança em seu desempenho profissional, por sindicalistas durante campanhas políticas.
É também comum ver japoneses usando hachimaki vermelhos ou brancos durante festivais culturais ou em competições esportivas e amistosas.
Os tipos mais comuns são o nejirihachimaki (faixa usada de forma torcida) e o mukouhachimaki (cujo nó fica na parte frontal).
Normalmente elas são decoradas com slogans animadores, tipicamente o sol nascente.

## Etimologia
A palavra hachimaki pode ser traduzida como "enrolar ao redor da cabeça", pois hachi também pode significar "ao redor da cabeça" e maki possui o significado de "envolver".
A palavra hachi também possui o significado de "recipiente", talvez em virtude dos antigos barris (taru) feitos totalmente de bambu trançado, cujo aro que segurava era chamado de hachimaki.

## História
A origem histórica do hachimaki é incerta. Uma teoria liga a testeira à usada pelos primeiros ascéticos religiosos no Japão. Outra teoria coloca que elas se originaram das testeiras usadas pelos samurais para prender o capacete, absorver a transpiração e evitar que os cabelos caíssem nos olhos.
O hachimaki se tornou conhecido no mundo, na época da Segunda Guerra Mundial, pois os kamikazes utilizavam um hachimaki. Durante as batalhas, eles colocavam o hachimaki, como um sinal de seu espírito guerreiro e para proteção, pois o capacete (kabuto) incomodava e machucava, se colocado diretamente na cabeça.
Durante a Segunda Guerra, as frases "Vitória Certa" (必勝, Hisshou) ou "Sete Vidas" eram escritas nos hachimaki usados por pilotos kamikaze. Isso denotava que o piloto queria morrer pelo seu país.
Em 1970, Yukio Mishima, o famoso escritor japonês cometeu hara-kiri e usava na ocasião um hachimaki.